# Інґріда Шимоніте
Інґріда́ Шимоні́те (лит. Ingrida Šimonytė; нар. 15 листопада 1974, Вільнюс) — литовська державна і політична діячка, економіст, міністр фінансів Литви у 2009—2012 роках, кандидат на посаду президента Литви на виборах 2019 року від литовських консерваторів. З 11 грудня 2020 року по 21 листопада 2024 року прем'єр-міністр Литви.

## Життєпис
Народилася 15 листопада 1974 року у Вільнюсі. Закінчила економічний факультет Вільнюського університету, здобувши ступінь бакалавра в галузі бізнес-адміністрування. Ступінь магістра ділового адміністрування здобула у Стокгольмській школі економіки.
Працювала в податковому відділі міністерства фінансів Литви у 1997—2001 роках. У 2004—2009 — секретар міністерства фінансів. 2013 року була призначена заступницею голови правління Банку Литви. Паралельно з виконанням посадових обов'язків викладала економіку в Інституті міжнародних відносин і політичних наук, а також державні фінанси в Університеті менеджменту та економіки ISM. Вийшла у відставку 31 жовтня 2016 року у зв'язку з обранням депутатом Сейму по Антакальніському виборчому округу Вільнюса.
4 листопада 2018 року виборола перемогу на праймериз за визначення кандидата на виборах президента Литви 2019 року від Союзу Вітчизни — Литовських християнських демократів, випередивши свого конкурента — дипломата Вігаудаса Ушацькаса — з результатом 78,71 % голосів.
Відповідно до опитування, що його провела компанія Baltijos tyrimai, у період з 9 до 26 листопада 2018 року президентський рейтинг Шимоніте становив 18,7 % і мав тенденцію до зростання. Однак вона все ще залишається на другому місці, поступаючись першістю Ґітанасу Науседі з результатом у 23,2 %. Зрештою перемогу на виборах здобув Ґітанас Науседа.
Шимоніте неодружена, дітей не має. Вільно володіє, крім литовської, англійською, російською та польською мовами.

## Нагороди
- Орден князя Ярослава Мудрого II ст. (Україна, 28 грудня 2023) — за вагомий особистий внесок у зміцнення міждержавного співробітництва, підтримку державного суверенітету та територіальної цілісності України, популяризацію Української держави у світі[10]